# Araneus oxyurus
Araneus oxyurus là một loài nhện trong họ Araneidae.
Loài này thuộc chi Araneus. Araneus oxyurus được Tord Tamerlan Teodor Thorell miêu tả năm 1877.